# Cesare Alberti (calciatore 1904)
Cesare Alberti, detto Mimmo (San Giorgio di Piano, 30 agosto 1904 – Genova, 14 marzo 1926), è stato un calciatore italiano, di ruolo attaccante.

## Carriera

### Club
Esordì nel 1920 a 16 anni nel Bologna.
Nei campionati fra il 1920 ed il 1922 andò a segno 32 volte in 45 partite disputate.
Nel novembre 1922, quando aveva 18 anni ed era prossimo alla convocazione in Nazionale, ebbe la carriera interrotta a causa di una lesione al menisco.
A quell'epoca infatti un infortunio di questo tipo era considerato irrecuperabile. Il Bologna gli concesse la lista gratuita e lo sostituì col giovanissimo Angelo Schiavio.
Alberti decise invece di affidarsi alle cure del professor Federico Drago, chirurgo genovese che tentò, primo ed unico in Italia, la riduzione chirurgica della lesione al menisco. L'intervento riuscì perfettamente ed il giocatore alla fine del 1924, dopo 2 anni di sosta, tornò in campo nelle file del Genoa, squadra nella quale aveva ripreso ad allenarsi dopo l'intervento.
Con il Genoa esordì il 19 ottobre 1924 nella vittoria casalinga contro il Verona mettendo a segno una doppietta.
In quella stagione, nelle famose 5 finali per l'assegnazione dello scudetto, incontrò la sua ex squadra, il Bologna, alla quale segnò anche 2 gol fra le proteste del pubblico bolognese, che lo considerò un traditore.
L'anno seguente era ancora tra le file del Genoa, protagonista assoluto del campionato rossoblu grazie alle 8 reti in undici presenze, quando morì improvvisamente alle 4 del mattino del 14 marzo 1926, prima dell'incontro con il Livorno, a soli 21 anni. La probabile causa di morte fu un'infezione virale causata da ingestione di frutti di mare avariati; una leggenda metropolitana, invece, attribuì il suo decesso a un avvelenamento di cui sarebbe stata responsabile una sua ex amante.
Nella pur breve militanza genoana era andato a segno 16 volte in 31 incontri disputati.

### Rappresentative
Giocò il 12 febbraio 1922 a Milano con una rappresentativa dell'Italia contro la Francia-Operai; l'incontro terminò 7 a 2 per gli azzurri, e vide Alberti protagonista assoluto, poiché mise a segno 6 reti.

### Vita privata
Era il fratello minore di Guido Alberti o Alberti I, anch'egli giocatore del Bologna, per cui fu noto come Alberti II.
È sepolto alla Certosa di Bologna.

## Cesare Alberti nel cinema
- Sono Cesare, ma chiamatemi Mimmo - Film . Regia di Orfeo Orlando, sceneggiatura di Marco Tarozzi. Con Luca Comastri, Giorgio Comaschi, Luca Mazzamurro, Barbara Boldri e Jack Gallo. Prodotto da Barbylando Production e Genoma Films, 2017